# Speedway, Indiana
Speedway är en stad (town) i Marion County, i delstaten Indiana, USA. Enligt United States Census Bureau har staden en folkmängd på 11 917 invånare (2011) och en landarea på 12,3 km².